# Riczard Pikiel
Riczard Witoldowicz Pikiel (Pickel) (ros. Ри́чард Вито́льдович Пи́кель, ur. 10 lipca 1896 w Tbilisi, zm. 25 sierpnia 1936 w Moskwie) – radziecki polityk i działacz kulturalny.

## Życiorys
Litwin, 1915–1917 studiował na Wydziale Prawnym Uniwersytetu Rostowskiego, 1916–1917 był sekretarzem urzędu statystycznego w Rostowie. Od lutego 1917 członek SDPRR(b), od marca do października 1917 członek Rady Mińskiej, w tym od maja do września 1917 członek Mińskiego Komitetu SDPRR(b), w listopadzie–grudniu 1917 komisarz sprawiedliwości obwodu zachodniego. Od stycznia do kwietnia 1918 komisarz oświaty obwodu zachodniego, od kwietnia 1918 do 1 stycznia 1919 przewodniczący Sownarchozu obwodu zachodniego/komuny zachodniej, od 26 października do listopada 1918 przewodniczący mohylewskiego gubernialnego komitetu rewolucyjnego, od 31 grudnia 1918 do 4 marca 1919 członek Centralnego Biura Komunistycznej Partii (bolszewików) Białorusi. Od 1 stycznia 1919 przewodniczący Sownarchozu Białoruskiej SRR, od marca do listopada 1919 przewodniczący mińskiego gubernialnego komitetu rewolucyjnego, od listopada 1919 do września 1920 szef Wydziału Politycznego 6 Armii. Od marca do maja 1921 kierownik Wydziału Kultury Obwodowego Związku Górników Donbasu, od maja 1921 do stycznia 1922 szef Wydziału Politycznego Wojsk Ukrainy i Krymu, od sierpnia 1922 do marca 1924 wojskowy komisarz (wojenkom) Wyższych Kursów Akademickich Starszej Kadry Dowódczej Armii Czerwonej.
Od marca 1924 do grudnia 1926 kierownik sekretariatu przewodniczącego Komitetu Wykonawczego Kominternu, od lutego 1927 do października 1929 członek Głównego Komitetu Repertuarowego Ludowego Komisariatu Oświaty RFSRR, od czerwca do października 1927 p.o. przewodniczącego tego komitetu, a od listopada 1928 do października 1929 zastępca przewodniczącego tego komitetu. W październiku–listopadzie 1929 p.o. zastępcy przewodniczącego Głównego Zarządu ds. Sztuk Ludowego Komisariatu Oświaty RFSRR, od stycznia 1930 do 1932 zastępca dyrektora Teatru Kameralnego w Moskwie, od 1932 do czerwca 1936 redaktor odpowiedzialny Związku Dramaturgów, członek Związku Pisarzy ZSRR, od października 1934 do lipca 1935 dyrektor kombinatu i redaktor radiogazety. W 1927 wykluczony z WKP(b), 1929 przyjęty ponownie.
16 czerwca 1936 aresztowany, 24 sierpnia 1936 skazany przez Wojskowe Kolegium Sądu Najwyższego ZSRR w I procesie moskiewskim na śmierć pod zarzutem udziału w kontrrewolucyjnej organizacji terrorystycznej i następnego dnia rozstrzelany. 13 czerwca 1988 pośmiertnie zrehabilitowany.